# Cachalot Peak
Der Cachalot Peak ist ein 1040 m hoher Berg unweit der Oskar-II.-Küste des Grahamlands auf der Antarktischen Halbinsel. Er ragt 5,5 km westlich des Mount Queequeg zwischen dem Stubb- und dem Starbuck-Gletscher auf.
Der British Antarctic Survey nahm zwischen 1963 und 1964 Vermessungen des Bergs vor. Das UK Antarctic Place-Names Committee benannte ihn 1976 nach einem englischen Trivialnamen für den Pottwal.